# José Hernández (Dichter)

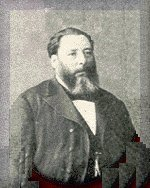
José Hernández.

José Rafael Hernández y Pueyrredón (* 10. November 1834 in Villa Ballester bei San Martín in der Provinz Buenos Aires, Argentinien; † 21. Oktober 1886 in Belgrano, damals Vorort von Buenos Aires) war ein argentinischer Journalist und Dichter. Sein bekanntestes Werk ist das epische Gedicht El gaucho Martín Fierro (Der Gaucho Martin Fierro) aus dem Jahr 1872.

## Leben

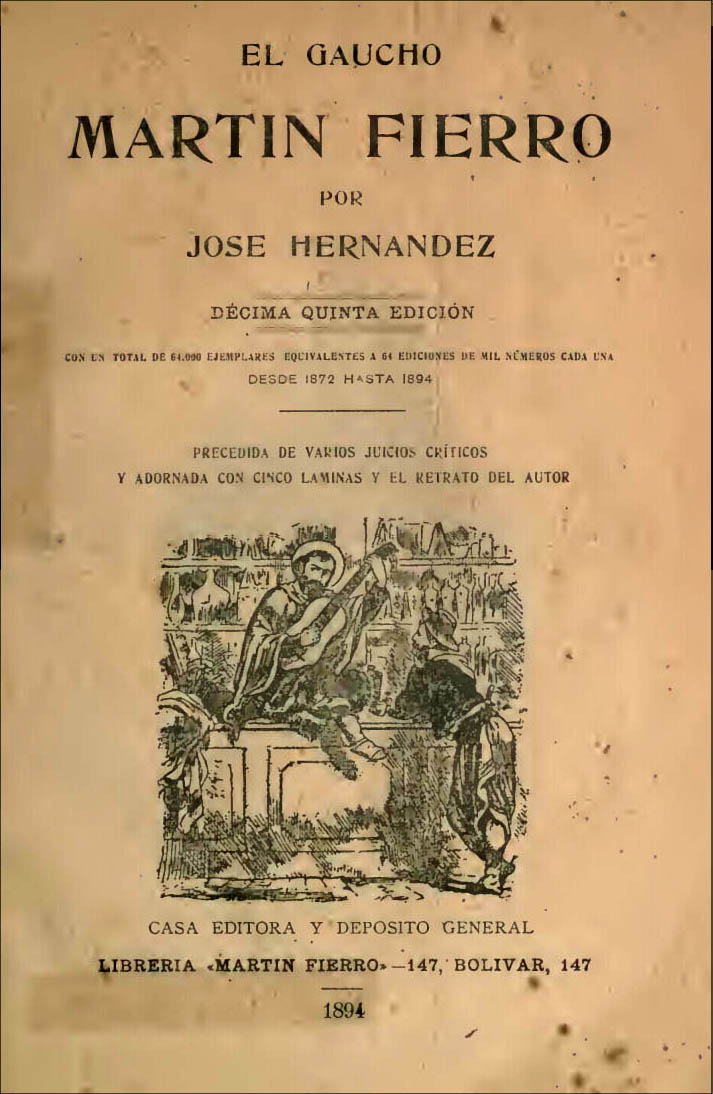
Martín Fierro.

José Hernández stammt aus einer Familie, deren Vorfahren aus Spanien, Irland und Frankreich nach Argentinien ausgewandert waren. Er wurde auf dem Bauernhof (spanisch: Chacra) Pueyrredón, heute Teil von Villa Ballester, in der Nähe von San Martín (heute ein Vorort von Buenos Aires) geboren. Im Alter von vier Jahren begann er zu lesen und zu schreiben. Zwischen 1841 und 1845 studierte er am Liceo Argentino de San Telmo unter der Leitung von Pedro Sánchez. Sein Vater war mayordomo (Vorarbeiter) auf einer Reihe von Rinder-Farmen und somit lebte Hernández das leicht privilegierte Leben eines jungen Gaucho. Seine Mutter war eine Cousine von Juan Martín de Pueyrredón.
Hernández kämpfte während der Bürgerkriege Argentiniens und Uruguays auf der Seite der Föderalisten und arbeitete später als Journalist, (kurz) als Angestellter einer Firma und eine Weile als Stenograph der Legislative der Argentinischen Konföderation.
1856 wurde Hernández Mitglied der Partido Federal Reformista, welche die Inkorporation des unabhängigen Buenos Aires in die Argentinische Konföderation wünschte.
Hernández gründete die Zeitung El Río de la Plata, die sich für autonome Gemeinden, Abschaffung von zwangsverpflichteten Grenzkontingenten (? im Original: contingentes de fronteras) und für die Wahl von Friedensrichtern, Militärkommandanten und Schulräten einsetzte. Er war gegen Immigration, weil er glaubte diese würde den Wohlstand der Region gefährden.
Obwohl Hernández ein Föderalist war, der sich gegen Zentralisierung, Modernisierung und gegen die Europäisierungstendenzen von Präsident Domingo Faustino Sarmiento richtete, verteidigte Hernández nicht General Juan Manuel de Rosas, den er als Tyrann und Despot charakterisierte.
Heute ist Hernández fast ausschließlich für sein Meisterwerk und argentinischen Nationalepos El Gaucho Martín Fierro bekannt; ein episches Gedicht, das als Gipfel der Gaucho-Literatur gilt. Er begann das Gedicht während seines Exils in Brasilien nach der Niederlage bei Ñaembé (1870) und veröffentlichte es in zwei Teilen 1872 und 1879. Hernández starb an einem Herzleiden in Belgrano, damals ein Vorort von Buenos Aires, heute ein reicher Stadtteil der Autonomen Stadt Buenos Aires. In Argentinien ist die antarktische Insel Isla José Hernández und der Glaciar Hernández nach ihm benannt.

## Werke
- Der Gaucho Martin Fierro. Heinz, Stuttgart 1995, ISBN 3-88099-315-7.

## Verfilmungen
- La vuelta de Martín Fierro, Argentinien 1974, Regie Enrique Dawi, Darsteller Horacio Guarany, Onofre Lovero